# Alessia Cara

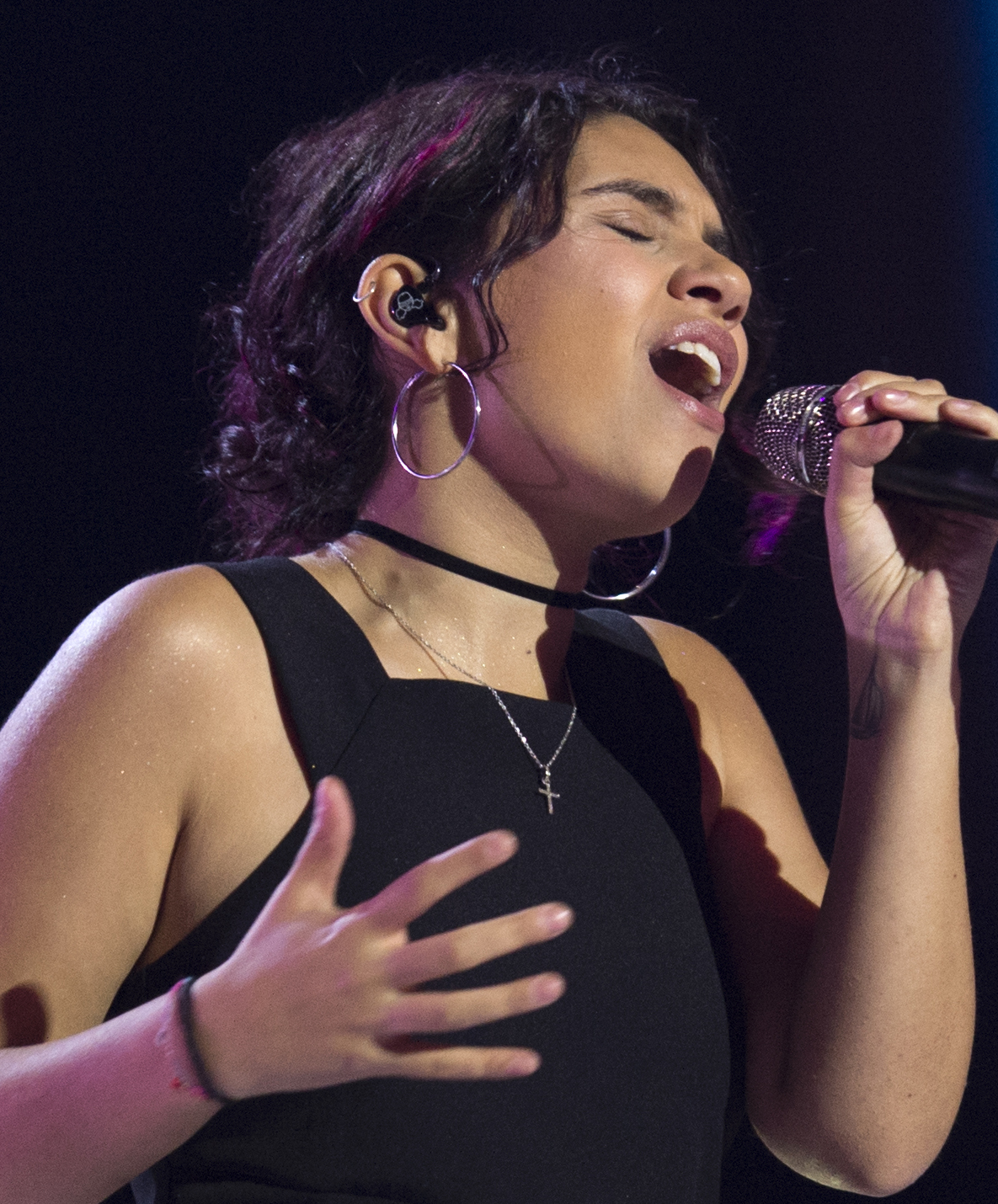
Alessia Cara (2017)

Alessia Cara (* 11. Juli 1996 in Mississauga, Ontario; vollständiger Name Alessia Caracciolo) ist eine kanadische Pop- und R&B-Sängerin italienischer Abstammung.

## Biografie

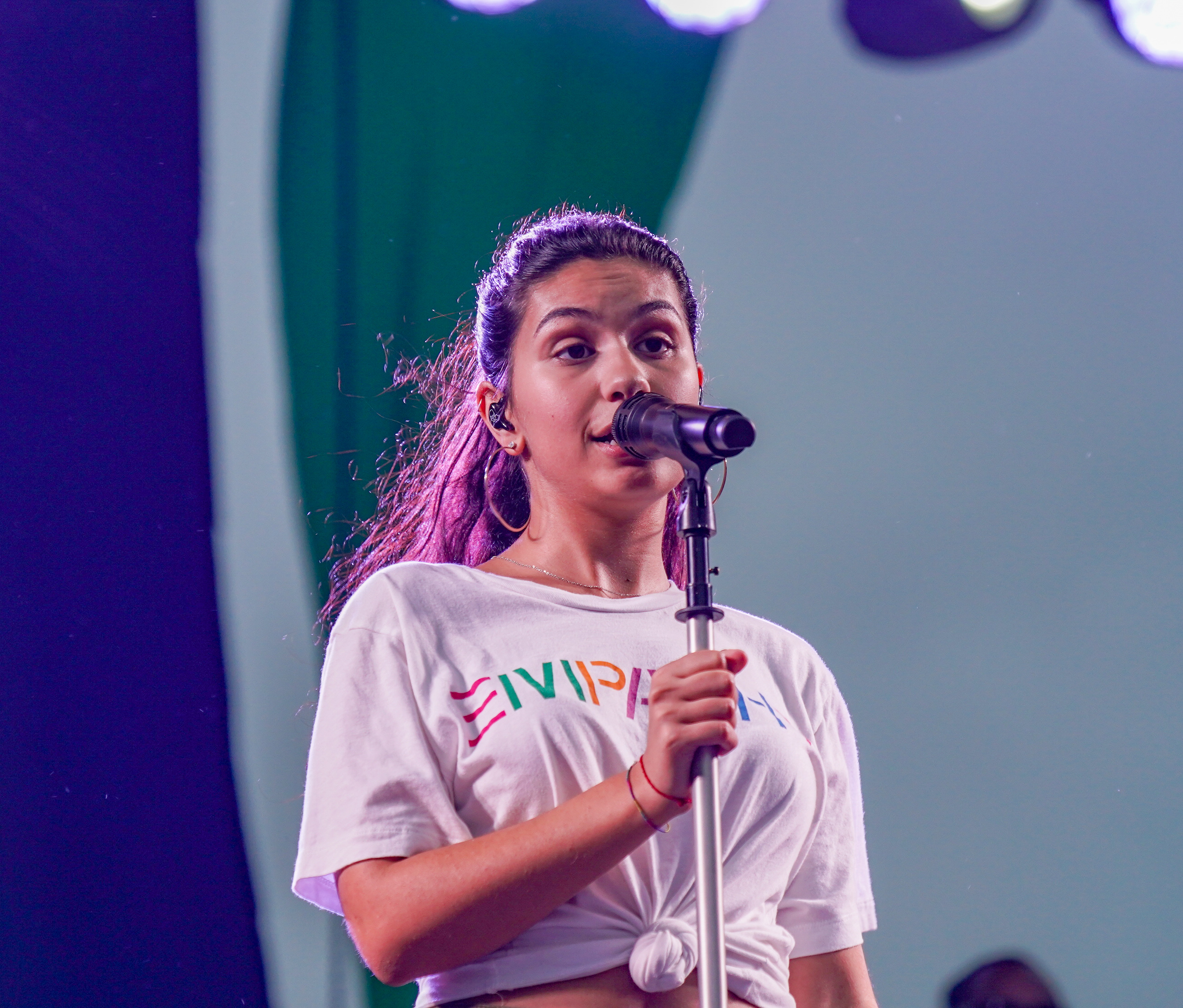
Alessia Cara auf dem Capital Pride Concert 2018

Alessia Cara wuchs in Brampton, Ontario auf. Mit elf Jahren begann sie, Gitarre zu lernen. Mit 14 Jahren beschloss sie, einen YouTube-Kanal zu starten und Coverversionen bekannter Songs einzustellen. Durch ihre Interpretation von Sweater Weather von The Neighbourhood, die sie 2013 hochgeladen hatte, wurde sie vom Label Def Jam entdeckt und unter Vertrag genommen. 2015 war ihre erste Produktion fertiggestellt. Ihre erste Veröffentlichung war das Lied Here. Es enthält ein Sample aus Ike’s Rap II von Isaac Hayes, das auch schon in anderen Liedern verwendet wurde. Das Lied war auch auf der EP Four Pink Walls enthalten, die im Herbst erschien. Song und EP kamen in Kanada und den USA in die Charts und daraufhin wurde Here auch erfolgreich in Europa veröffentlicht.
Ende des Jahres 2015 wurde ihr Debütalbum Know-It-All veröffentlicht. Cara war an allen Songs darauf auch als Songwriterin beteiligt. Das Album erreichte die Top 10 der Billboard 200. Here konnte ebenfalls bis in die Top 10 vorrücken und wurde bis Ende 2016 über 3,5 Millionen Mal verkauft. In Großbritannien, wo das Lied zu diesem Zeitpunkt noch nicht erschienen war, wurde Alessia Cara zum Jahresende in die Auswahlliste für den Sound of 2016 der BBC aufgenommen. Wild Things wurde als zweite Single ausgekoppelt und übertraf den Erfolg in ihrer Heimat. Bei den Juno Awards 2016 wurde sie mit dem Preis als Newcomer des Jahres bedacht.
Als dritte Single erschien Scars to Your Beautiful am 26. Juli 2016. In Europa entwickelte sich das Lied zu ihrem bisher größten Erfolg und erreichte dort in über 15 Ländern die offiziellen Single-Charts. In Deutschland stieg das Lied auf Platz 75 ein und kletterte Woche für Woche weiter nach oben. Gestärkt wurde der Erfolg durch die vermehrte Verwendung im Airplay gegen Ende 2016.
Mit dem Lied How Far I’ll Go steuerte sie im November 2016 zum Soundtrack des Disney-Animations-Films Vaiana bei. Das Lied erreichte die Single-Charts in Kanada und den USA. Am 29. Dezember 2016 gab der deutsche DJ Zedd auf Twitter bekannt, dass er an einer gemeinsamen Single mit Cara arbeiten würde. Daraus entstand das Lied Stay, das am 24. Februar 2017 veröffentlicht wurde. Ebenfalls wurde sie in der Liste der Top-30 Nachwuchs-Musiker des Forbes-Magazins aufgeführt. Bei den Juno Awards 2017 wurde sie für das Album Know-It-All mit dem Award für das beste Pop-Album des Jahres ausgezeichnet. 
Bei den Grammy-Verleihungen 2018 wurde Cara als Best New Artist ausgezeichnet. Sie war der erste kanadische Künstler, die in dieser Kategorie ausgezeichnet wurde. Im November desselben Jahres veröffentlichte sie ihr zweites Album The Pains of Growing. Im September 2021 erschien eine Kooperation zwischen Alessia Cara und der drei Schwesternband The Warning aus Mexiko, die gemeinsam den Metallicasong „Enter Sandman“ coverten.

## Diskografie
Studioalben

| Jahr | Titel Musiklabel                              | Höchstplatzierung, Gesamtwochen, AuszeichnungChartplatzierungen (Jahr, Titel, Musiklabel, Platzierungen, Wochen, Auszeichnungen, Anmerkungen) | Höchstplatzierung, Gesamtwochen, AuszeichnungChartplatzierungen (Jahr, Titel, Musiklabel, Platzierungen, Wochen, Auszeichnungen, Anmerkungen) | Höchstplatzierung, Gesamtwochen, AuszeichnungChartplatzierungen (Jahr, Titel, Musiklabel, Platzierungen, Wochen, Auszeichnungen, Anmerkungen) | Höchstplatzierung, Gesamtwochen, AuszeichnungChartplatzierungen (Jahr, Titel, Musiklabel, Platzierungen, Wochen, Auszeichnungen, Anmerkungen) | Höchstplatzierung, Gesamtwochen, AuszeichnungChartplatzierungen (Jahr, Titel, Musiklabel, Platzierungen, Wochen, Auszeichnungen, Anmerkungen) | Höchstplatzierung, Gesamtwochen, AuszeichnungChartplatzierungen (Jahr, Titel, Musiklabel, Platzierungen, Wochen, Auszeichnungen, Anmerkungen) | Anmerkungen                                                   |
| Jahr | Titel Musiklabel                              | DE | AT | CH | UK | US | CA | Anmerkungen                                                   |
| ---- | --------------------------------------------- | --- | --- | --- | --- | --- | --- | ------------------------------------------------------------- |
| 2015 | Know-It-All Def Jam Recordings (UMG)          | DE99 (1 Wo.)DE | — | CH50 (1 Wo.)CH | UK14 Gold · (3 Wo.)UK | US9 Platin · (92 Wo.)US | CA8 ×3Dreifachplatin · (77 Wo.)CA | Erstveröffentlichung: 13. November 2015 Verkäufe: + 1.510.000 |
| 2018 | The Pains of Growing Def Jam Recordings (UMG) | — | — | — | — | US71 (1 Wo.)US | CA21 Gold · (3 Wo.)CA | Erstveröffentlichung: 30. November 2018 Verkäufe: + 40.000    |
| 2021 | In the Meantime Def Jam Recordings (UMG)      | — | — | — | — | — | CA83 (1 Wo.)CA | Erstveröffentlichung: 24. September 2021                      |
| 2025 | Love and Hyperbole Def Jam Recordings (UMG)   | — | — | — | — | — | — | Erstveröffentlichung: 14. Februar 2025                        |